# 亞爾特島
亞爾特島（英語：Hjart Island），是南極洲的島嶼，位於毛德皇后地的哈拉爾王子海岸，處於斯卡倫山以西4公里的呂佐夫-霍爾姆灣東部，現時由南極條約體系管理。